# Aygezard
Aygezard (en armenio: Այգեզարդ) es una comunidad rural de Armenia ubicada en la provincia de Ararat.
En 2008 tenía 3270 habitantes. Hasta 1949 la localidad era conocida como "Darghalu", y después hasta 1957 fue conocida como "Anastasavan". Fue fundado en 1831 y su economía se basa en la agricultura.
Se ubica en la periferia nororiental de la capital provincial Artashat.

## Demografía
Evolución demográfica de Aygezard:
| Año        | 1831 | 1873 | 1908 | 1919 | 1931 | 1959 | 1970 | 1979 | 2001 | 2004 |
| Habitantes | 535  | 789  | 1277 | 1350 | 1242 | 2627 | 2969 | 2984 | 3458 | 2961 |